# Ракетний удар по Харкову (6 жовтня 2023)
Черговий ракетний удар по Харкову відбувся 6 жовтня 2023 року під час російського вторгнення, коли ЗС РФ вдарили ракетою «Іскандер» по центральній частині міста, прильоти було зафіксовано у Київському та Основ'янському районах. Мер Ігор Терехов зазначив, що всі удари припали виключно по цивільній інфраструктурі, у тому числі по житловому будинку. Глава Харківської ОВА Олег Синєгубов повідомив про 30 поранених та 2 загиблих (10-річний хлопчик та його бабуся).

## Хронологія подій
Близько о 06:46 у Харкові пролунали вибухи, після цього у місті оголосили повітряну тривогу. Про це повідомив очільник ОВА Олег Синєгубов. Влучання були в Київському та Основ'янському районах, росіяни били виключно по цивільній інфраструктурі. О 8:45 мер Харкова Ігор Терехов повідомив, що працівники ДСНС дістали з під завалів тіло 10 річного хлопчика, загорнуте в ковдру. О 12:22 Олег Синєгубов повідомив, що рятувальники дістали тіло 68 річної жінки — бабусі 10 річного загиблого хлопчика. Станом на 6 жовтня 18:00, 
аварійно-рятувальні роботи завершено, про це повідомили у ДСНС на їхній офіційній сторінці у Facebook.

## Реакції
Президент України Володимир Зеленський відреагував на російський терористичний акт й висловив співчуття рідним загиблої дитини. Він наголосив, що через російський удар постраждали понад 20 осіб.
|                        | Рятувальна операція триває. Вдячний кожному, хто допомагає нашим людям. І я дякую всім нашим воїнам, які, попри все, рухаються вперед, знищують окупантів і наближають повернення справедливості для України. Наша стійкість, наш рух і щоденні втрати окупантів - це те, що має бути відповіддю на російський терор. |
| — Володимир Зеленський | |